# Gaio Silio (console designato 49)
Gaio Silio (in latino Gaius Silius; 13 circa – 48) è stato un politico romano, console designato per il 49 ma fatto uccidere dall'Imperatore Claudio prima di entrare in carica.

## Biografia
Silio era figlio dell'omonimo Gaio Silio, console nel 13 e militare distintosi durante la spedizione germanica di Germanico e la rivolta gallica di Floro e Sacroviro (a sua volta figlio di Publio Silio Nerva, amico di Augusto e console nel 20 a.C.), e di Sosia Galla.
Il padre aveva ottenuto per due volte le insegne trionfali per i suoi successi bellici, ma nel 24 fu costretto a suicidarsi, mentre la moglie Sosia venne forzata all'esilio; la coppia, molto vicina ad Agrippina maggiore, la moglie di Germanico, divenne invisa all'Imperatore Tiberio quando questi, fomentato dal Prefetto Seiano, vedeva in continuazione dei congiurati nei sostenitori della vedova di suo nipote. Per questo all'illustre generale vennero gettate infamanti e pretestuose accuse di corruzione e collaborazione col nemico Sacroviro, ed egli preferì suicidarsi con onore invece che fronteggiare un processo farsa.
Nonostante la tragedia occorsa ai suoi genitori e le conseguenti sottrazioni all'ingente patrimonio famigliare, su cui si precipitarono i delatori vicini a Seiano, Gaio Silio riuscì comunque a entrare nei ranghi senatoriali poco prima del 47.
Descritto da Tacito come «il più bel giovane di Roma» e come un giovane intelligente patrizio di grande fascino personale, si era sposato alla nobile e ricca Giulia Siliana, che nel libro XI degli Annales viene definita «famosa per nobiltà, bellezza e lascivia».
Nel 47 chiese al Senato una più rigida applicazione dell'antica Lex Cincia, volendo ottenere che non si potessero elargire dai clienti donazioni o compensi a coloro che li patrocinavano in tribunale o gli fornivano servizi legali. Il suo scopo era colpire un nemico politico, Publio Suilio Rufo, genero d'Ovidio, famigerato oratore e accusatore di molti clientes di Gaio stesso.
L'orazione di Silio persuase il Senato, ma dopo l'intervento della difesa Claudio ritenne che potessero essere tollerati pagamenti sino alla soglia dei 10.000 sesterzi.
Venne designato console per il 49.
L'Imperatrice Valeria Messalina si invaghì di lui e lo costrinse a divenire il suo amante e a ripudiare la moglie.
Narra Tacito che della tresca fosse a conoscenza tutta l'Urbe tranne l'imperatore, soprattutto a causa del comportamento niente affatto cauto della sposa infedele. Pare che all'inizio la più grande preoccupazione di Silio fosse di non farsi scoprire; in seguito tuttavia si sarebbe risoluto ad agire direttamente contro Claudio per prenderne il posto.
Egli era celibe, senza figli, e disposto ad adottare Britannico, il figlio di Messalina e Claudio. Il suo piano era di sposare l'imperatrice, rendendola bigama, e imporsi come sfidante di Claudio per il Principato.
Messalina acconsentì al suo piano e nel 48 lo sposò con nozze pubbliche mentre l'imperatore si trovava a Ostia. Questi, informato dal liberto Narciso di quello che stava accadendo, temendo di essere detronizzato, tornò nell'Urbe, fece arrestare la coppia di amanti e li condannò a morte.
Tacito riporta che Silio, all'avvicinarsi di Claudio, abbia mostrato fermezza e disinvoltura. Rifiutò di scappare e anzi prese a dedicarsi agli affari nel Foro; in seguito, nell'ora fatale, davanti all'imperatore, si limitò a chiedere una morte rapida, invece che implorare la grazia o tentare di discolparsi.

## Nella Cultura di Massa
Nel romanzo storico di Robert Graves, Io Claudio, Imperatore,  seconda opera dedicata  dal celebre scrittore, storico e antropologo inglese al terzo Princeps della storia di Roma e volta a descrivere specificatamente  gli eventi di cui si è reso protagonista una volta asceso al porporato, in chiave autobiografica, l'autore fa assumere all'Imperatore lo stesso punto di vista di Tacito su Gaio Silio. Quest'ultimo viene perciò descritto come un giovane uomo bello, intelligente, e coraggioso, all'inizio recalcitante nei confronti delle attenzioni di Messalina ma poi sostanzialmente da lei indotto a congiurare. 
La vicenda viene descritta in un paio dei capitoli finali del libro. Claudio, nella finzione, riporta nelle proprie memorie che Silio non gli stesse simpatico per aver contrastato in Senato alcune sue politiche con una battuta villana esclamata a mezza voce, ma poi è costretto a riconoscere la sua virtù per essersi in un primo momento rifiutato di cedere alle lusinghe della lasciva Messalina. Avrebbe poi acconsentito dopo che ella le aveva figurato Claudio come un tiranno, e loro due assieme come la coppia che avrebbe ripristinato la Repubblica e la libertà a Roma. Silio perciò, affascinato dall'Imperatrice, avrebbe agito per salvarla assieme allo Stato. Graves rende più elaborato il piano di Messalina, per cui ella avrebbe indotto Claudio a un finto pubblico divorzio al fine di aggirare una profezia per cui il suo sposo sarebbe morto nel giorno convenuto per un finto matrimonio con Gaio. L'Imperatore viene a sapere solo in prossimità dell'evento, mentre è poco fuori Roma, a Ostia, che i due vogliano convolare a nozze per davvero, esautorarlo dal trono e assassinarlo. In quel momento Claudio scopre dalla sua precedente fidatissima amante Calpurnia e dai propri liberti che Messalina gli è sempre stata infedele e aveva spesso tramato alle sue spalle per interessi e passioni personali. Al momento della resa dei conti perciò a livello personale è indotto a perdonare Silio. Del rivale lascia scritte queste parole: 
«Silio non tentò nemmeno di discolparsi.  Lo invitai con insistenza per quale ragioni avesse ordito la congiura; non potevo credere che realmente mi ritenesse un tiranno, né che ambisse regnare in vece mia. Rispose: «Non so spiegare, Cesare. Forse Messalina m'aveva stregato. Mi faceva vedere le cose sempre sotto il punto di vista che voelva lei. Mi aveva persuaso che eri un tiranno». Per deciderlo a parlare, gli ventilai la possibilità di risparmiargli la vita  e di consegnarlo alla tutela dei suoi, come un individuo irresponsabile delle sue azioni; ma replicò seccamente che preferiva morire».
In precedenza invece scrive:«Io non posso biasimare Silio d'essersi lasciato raggirare da lei, che da nove anni ingannava me con tanta spudoratezza».
Nella serie di romanzi a fumetti di carattere storico-erotico del francese Jean-Yves-Mitton dedicati a Messalina e impregnati da ampie licenze poetiche rispetto agli eventi reali pur conservandone lo spirito Gaio Silio è uno dei protagonisti e la sua figura per certi versi è profondamente diversa da quella storica. Tutto il ciclo è focalizzato sulla loro storia d'amore e su come Messalina, ragazzina lasciva ma tutto sommato innocente, venga corrotta dalla madre e dai giochi di potere della Roma Imperiale e, nella sua ascesa al Trono, indotta a scivolare nell'ambizione, lussuria e crudeltà più sfrenate. Gaio Silio non è più  il figlio di un generale, ma uno schiavo, molto scaltro e virtuoso. Gaio, implicato in molti segreti e potenti circoli di Roma, è fondamentale nell'aiutare Messalina nella sua scalata, arrivando a salvarle la vita in più occasioni. I due si amano appassionatamente sin da prima del matrimonio con Claudio, e il desiderio di entrambi sarebbe prendere il controllo dell'Impero per riprisitnarne la moralità. Silio però si lascia contagiare dalla sfrenatezza dei desideri di Messalina, a sua volta corrotta dal potere, arrivando a uccidere il suo maestro religioso e padre adottivo, il buono e saggio Simon Mago, e l'integerrimo Capo del Senato. Nominato Console dalla sua amata durante una delle assenze di Claudio, combatterà sino all'ultimo per difenderla in una breve guerra civile, e finerà per morire abbracciato a lei, comunque contento di essersi smarrito nel seguirla.